# .tz
.tz és el domini de primer nivell territorial (ccTLD) de Tanzània. Els registres es fan al tercer nivell, per sota d'aquests noms de nivell dos:
- .co.tz: comercial
- .ac.tz: escoles que donen títols de batxillerat
- .go.tz: entitats governamentals
- .or.tz: organitzacions sense ànim de lucre
- .mil.tz: només per a entitats de l'Exèrcit de Tanzània, reconegudes pel Ministeri de Defensa
- .sc.tz: escoles elementals, de primària i sencundària
- .ne.tz: infraestructura de xarxa

El 14 de febrer de 2012 se'n van afegir uns quants més, però sense especificar-ne el propòsit concret:
- .hotel.tz
- .mobi.tz
- .tv.tz
- .info.tz
- .me.tz